# ルル・メイ・ジョンソン

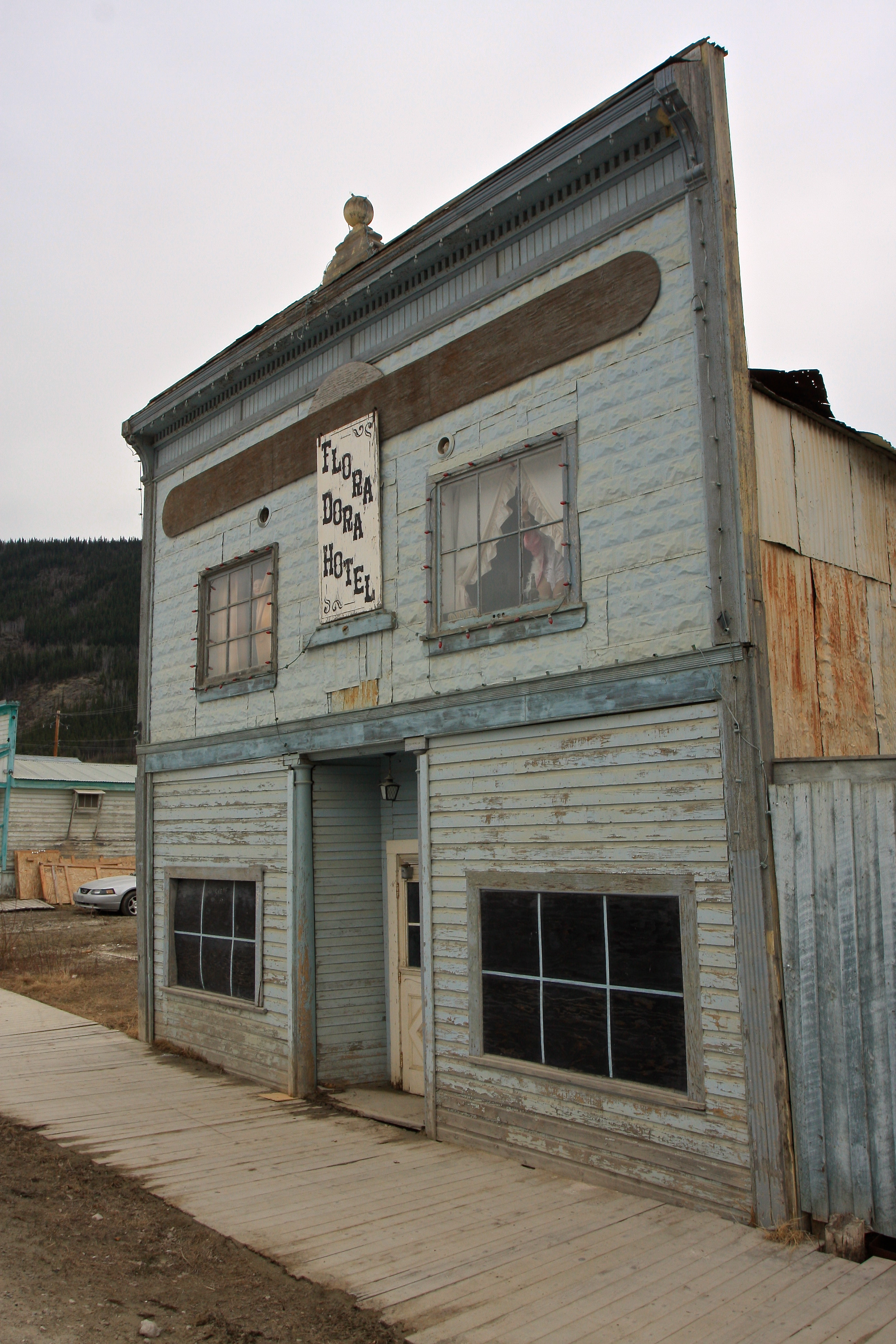
フローラドーラホテル (2013年)

ルル・メイ・ジョンソン（英語: Lulu Mae Johnson、1817年ごろ - 1918年10月25日）は、カナダのパフォーマー、実業家。
アラバマ州出身とみられる。1899年か1900年にカナダのユーコンのドーソン・シティにダンスグループかトランペット奏者とともに来たとされる。1904年に雇い主と結婚し、ダンスホールとしてフローラドーラを経営した。また、時期は不詳だが、『不審な女性を敷地内に入れた』と告発を受けた。1918年に夫妻で同町を離れ南へと旅立ったが、旅中搭乗したSSプリンセス・ソフィア号の沈没事故に巻き込まれて夫妻共に死去した。